# Gutierrezia sarothrae
Gutierrezia sarothrae es una especie de planta fanerógama perteneciente a la familia de las asteráceas. Es un subarbusto nativo de gran parte de la mitad occidental de América del Norte, desde el oeste de Canadá al centro de México , y se puede encontrar en una serie de zonas áridas, hábitat de pastizales y de montaña. Puede ser tóxica para el ganado en grandes cantidades, debido principalmente a la presencia de saponinas .

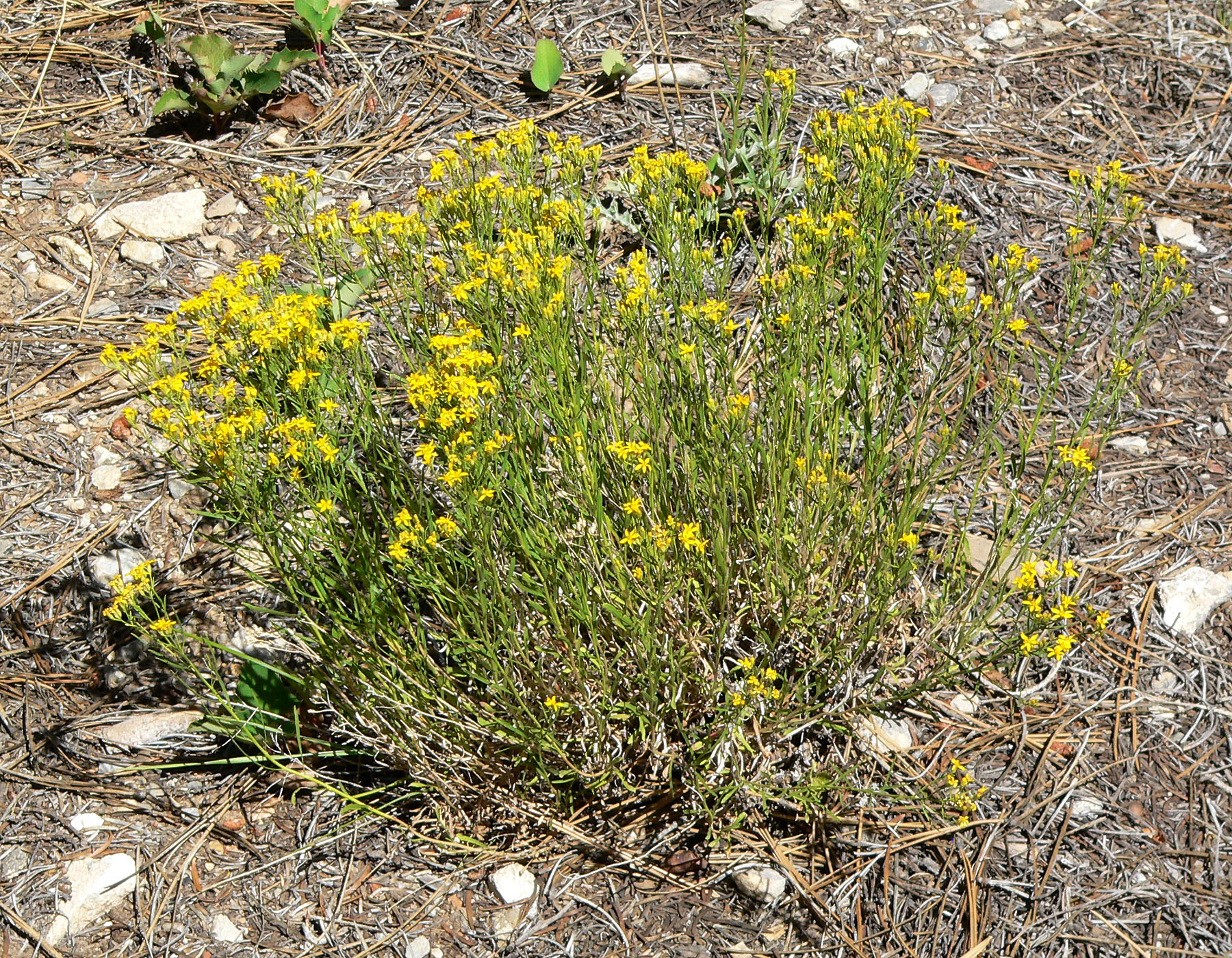
Vista de la planta

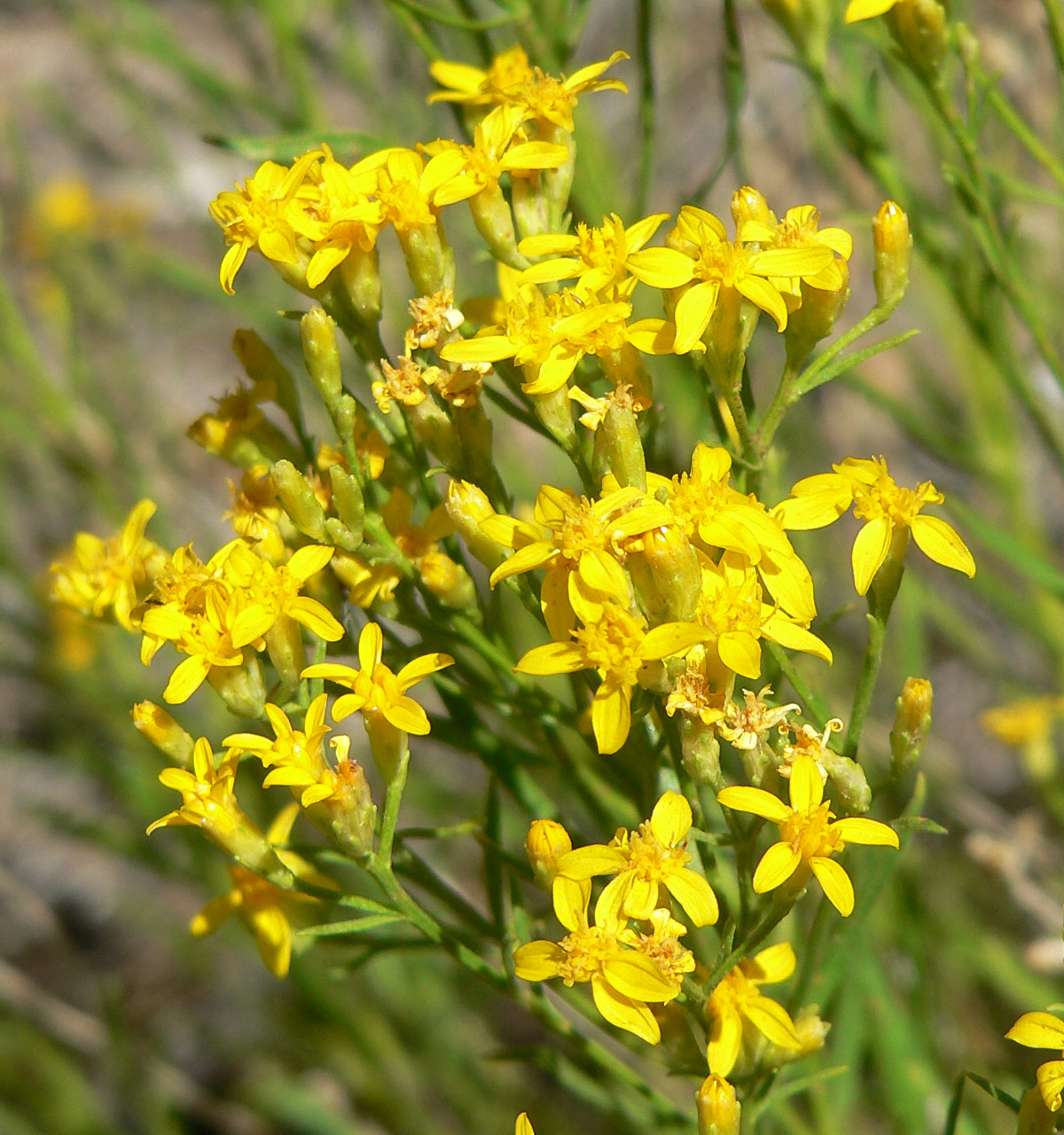
Flores

G. sarothrae se confunde comúnmente con los Chrysothamnus, pero se distingue por la presencia de rayos florales, que las plantas Chrysothamnus no tienen.

## Descripción
G. sarothrae es un perenne subarbusto que oscila de 20 a 100 centímetros de altura. Los tallos son de color verde a marrón, espeso, y herbáceo, y la rama hacia arriba desde una base leñosa. Los tallos mueren cayendo durante la latencia, dando a la planta una aparición como de escoba. Se extienden de suave a tener algún pelo corto y pueden ser resinosas y por lo tanto pegajosas al tacto. Los densos racimos de pequeños rayos de flores amarillas forman racimos en el extremo de los tallos desde mediados de julio a septiembre. Como los tallos están a punto la misma longitud, esto hace que la planta a menudo aparecen en forma de cúpula o cuando la floración en forma de abanico. Las hojas son alternas y lineal, y de 5 a 60 milímetros (0,20 a 2,36 pulgadas) de largo y 1 a 3 milímetros (0,039 a 0,118 pulgadas) de ancho. Las hojas inferiores son por lo general arrojan antes de las flores de plantas. Durante su primer año de crecimiento, G. sarothrae produce una larga y leñosa raíz principal y numerosas raíces laterales desde la que la planta madura.

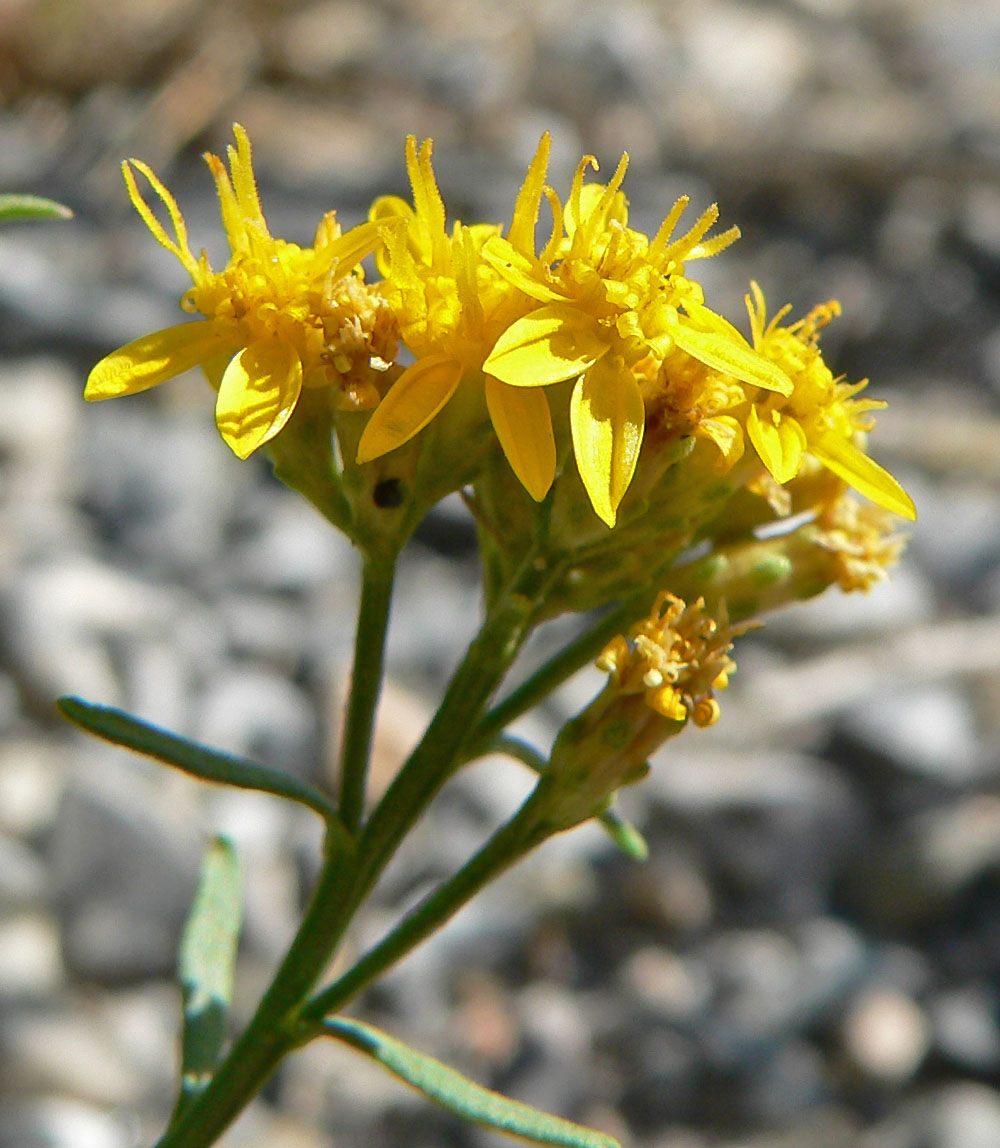
Flores de Gutierrezia sarothrae

Las flores de G. sarothrae son polinizadas por insectos diferentes, dando lugar a un fruto ovalado cubierto con escamas. La planta se reproduce a partir de semillas, que son brillantes, densamente vellosas, y dispersadas por el viento. Una sola planta es capaz de la producción de más de 9.000 semillas al año, aunque la mayoría de las semillas maduras caen por debajo de la planta madre. Las semillas pueden permanecer viables en el suelo durante varios años; bajo condiciones de laboratorio, las semillas han permanecido viables durante al menos dos años.

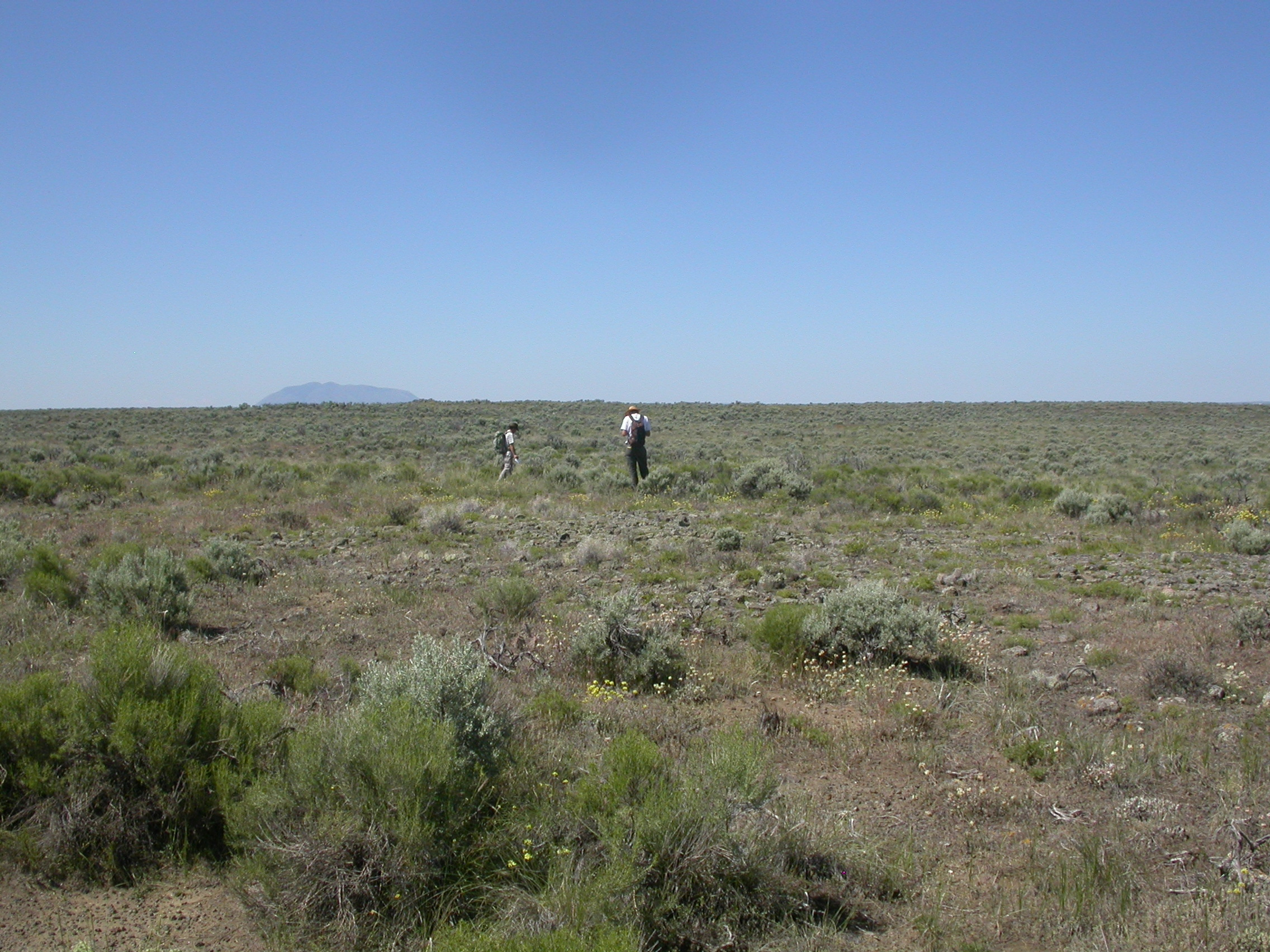
En su hábitat

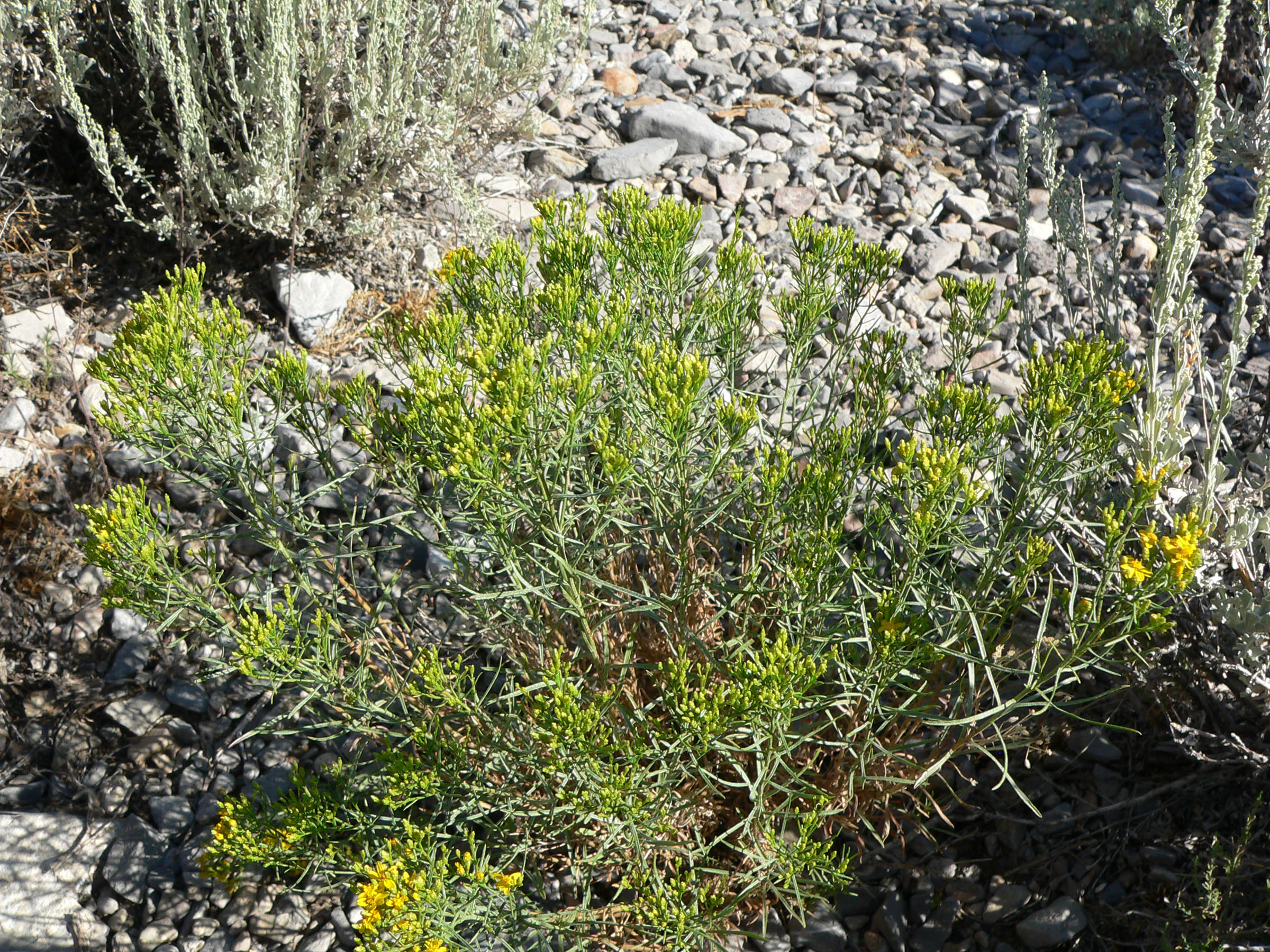
Follaje

## Hábitat
G. sarothrae, una planta nativa de América del Norte, se encuentra en todo el oeste de Canadá, el oeste de los Estados Unidos, y el centro de México Debido a su uso eficiente del agua y la tolerancia a la sequía, es capaz de sobrevivir en zonas áridas y semiáridas sitios secos, tales como planicies rocosas, colinas secas, las cumbres, laderas de las montañas, y en los valles semi-desérticos. G. sarothrae es muy adaptable, y se puede encontrar en una variedad de ecorregiones , incluyendo bosques de enebros-piñoneros, matorrales desérticos y prados de artemisa. Puede sobrevivir en una amplia variedad de tipos de suelo con pleno sol y buen drenaje,, pero el crecimiento es mejor en suelos francos arcillosos aluviales en pendientes y suelos poco profundos, rocosos, arenosos, y es pobre en solución salina o suelos alcalinos.

## Propiedades
En Baja California Sur se usa para combatir el pasmo (dolor abdominal o de estómago, que suele ser muy intenso y que no se quita) ocasionado por enfriamiento; se recomienda tomar un té preparado con las ramas tiernas de esta hierba o aplicar las ramas viejas como emplasto caliente en la parte dolorida. Asimismo, se emplea el cocimiento de las ramas para lavar las heridas.
Química
De las ramas de Gutierrezia sarothrae se extrae un aceite esencial en el que se han identificado los monoterpenos acetato de bornilo, limoneno, mirentol, nopinona, cis-pin-3-en-2-ol, alfa y beta-pineno, trans-pinocarveol, pinocarvona, trans-verbenol y verbenona. Otros componentes de las ramas son los diterpenos ácido 3-alfa-hidroxi-dianiélico, los derivados hidroxi- y dihidroxi-deoxilados del danielol, gutierrezial, un derivado del labda-dieno, nivenólido, ácido peliáticoy varios derivados del ácido pilialtóico; los flavonoides apigenín, calicopterín, eriodictiol-7-metil-éter, tres derivados hidroxi-metoxilados de la flavona, jaceidín, luteolín, los 3 y 4- éteres-metílicos, nepetín, quercetín-3-metil-éter, espenacetín y rudequetín; los sesquiterpenos, cariofileno-1-10-epóxido, germacreno D.
Los aceites esenciales obtenidos del tallo y de las hojas contienen los monoterpenos geraniol, linalol, mirceno, alfa-pineno, cis y trans-verbenol, verbenona; los sesquiterpenos cariofileno y gamma-humuleno. En la raíz se ha detectado un triterpeno, el óxido de bacarín.
Farmacología
Se ha demostrado la actividad antitumoral de un extracto acuoso de la raíz en ratón con sarcoma 180, cuando se administró por vía intraperitoneal. También se investigó la actividad antiviral y citotóxica de un extracto etanólico obtenido de las hojas sobre el virus de influenza PR8 y células de endocardio de bovino, con resultados negativos.

## Taxonomía
Gutierrezia sarothrae fue descrita por (Pursh) Britt. & Rusby y publicado en Transactions of the New York Academy of Sciences 7(1–2): 10. 1887
Sinonimia
| - Brachyris divaricata - Galinsoga linearifolia - Gutierrezia corymbosa - Gutierrezia digyna - Gutierrezia divaricata - Gutierrezia diversifolia - Gutierrezia euthamiae - Gutierrezia fasciculata - Gutierrezia filifolia - Gutierrezia fulva - Gutierrezia furferacea - Gutierrezia globosa - Gutierrezia goldmanii - Gutierrezia greenei - Gutierrezia haenkei - Gutierrezia ionensis - Gutierrezia juncea | - Gutierrezia laricina - Gutierrezia lepidota - Gutierrezia linearifolia - Gutierrezia linearis - Gutierrezia linoides - Gutierrezia longifolia - Gutierrezia longipappa - Gutierrezia myriocephala - Gutierrezia pomariensis - Gutierrezia scoparia - Gutierrezia tenuis - Solidago sarothrae basónimo - Xanthocephalum digynum - Xanthocephalum longipappum - Xanthocephalum sarothrae - Xanthocephalum tenue |